# Else Mögelin
Else Mögelin (* 20. April 1887 in Berlin; † 31. Dezember 1982 in Kiel) war eine deutsche Malerin und  Weberin. Von 1927 bis 1945 wirkte sie als Leiterin der Textilklasse der Kunstgewerbeschule Stettin. Ihre Bildwebereien findet man in Kirchen, Museen und anderen öffentlichen Gebäuden.

## Leben und Werk
Mögelin stammte aus einer holländischen Weberfamilie, ihr Urgroßvater und Großvater mütterlicherseits waren Textilfabrikanten. Nach dem frühen Tod ihres Vaters, der Professor an einem Realgymnasium in Berlin war, musste sie ihre Ausbildung zum Teil selbst finanzieren. Sie besuchte zunächst eine Höhere Mädchenschule in Berlin, ab 1902 die Kunstschule Berlin. 1906 legte sie ihr Examen als Zeichenlehrerin ab, ebenfalls 1906 ihr Examen als Turnlehrerin. 1906 und 1907 besuchte sie die Charlottenburger Kunstgewerbeschule. Dort war sie eine Schülerin von Alfred Mohrbutter.
Von 1906 bis 1912 war Mögelin Lehrerin für Zeichnen und Kunstgeschichte. Im Anschluss arbeitete sie bis 1915 als Schaufensterdekorateurin bei F.V. Grünfeld. Danach gab sie an einigen Privatinstituten erneut Unterricht in Zeichnen, Kunstgeschichte sowie Malen. Gleichzeitig betätigte sie sich als Malerin. 1919 begann sie eine allgemeine Ausbildung am Bauhaus in Weimar. Sie arbeitete unter Anleitung von Walter Gropius und besuchte die Malklasse von Paul Klee. Im Jahr darauf führte sie die Ausbildung in der Bauhaustöpferei in Dornburg fort, wo sie bei Gerhard Marcks töpferte. Von 1921 bis 1923 arbeitete sie in der Weberei des Bauhauses Weimar.
Auf ihrem künstlerischen Weg entschied sich Mögelin für die Weberei. 1923 verließ sie das Bauhaus und ging in die Handwerkersiedlung Gildenhall am Ruppiner See, wo sie zunächst eine eigene Werkstatt unterhielt. Ab 1926 arbeitete sie mit Otto Patkul Schirren in einer gemeinsamen Werkstatt zusammen. Schirren erfand Teppichstoffe und machte ihre „Drehergardinen“ rentabel. Er wurde ihr Freund und Berater. Die Künstlerkolonie Gildenhall kämpfte mit finanziellen Problemen, und es mussten Werkstätten Konkurs anmelden, so auch Otto Schirren und Else Mögelin.
1927 wurde sie von Gregor Rosenbauer nach Stettin als Leiterin der Textilklasse an die Kunstgewerbeschule Stettin berufen. Hier konnte sie ihre künstlerische und pädagogische Begabung entfalten und wirkte über Stettin hinaus in andere Teile Pommerns. Sie machte sich um die Bewahrung der Damastweberei in Friedrichshuld im Kreis Rummelsburg verdient, indem sie neue Muster entwarf und junge Weber an die Arbeit heranführte. Sie lieferte Farbskalen und Muster für Knüpfteppiche pommerscher Fischer um Greifswald (vgl. Pommersche Fischerteppiche). Viele ihrer schönsten Bildteppiche entstanden in den 1930er Jahren. 1945, als Stettin nach dem Zweiten Weltkrieg an Polen kam, verlor sie ihre Stellung und viele ihrer Werke.

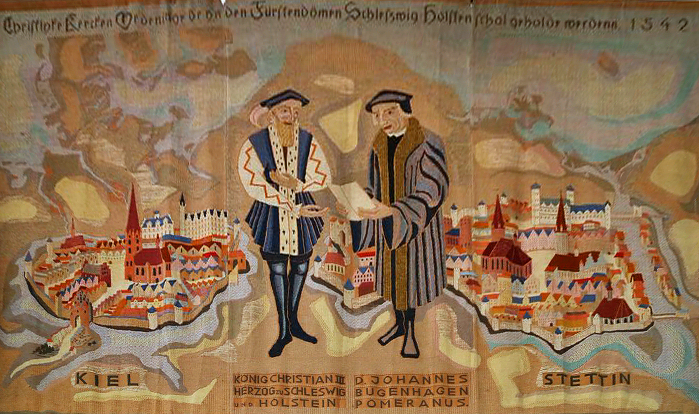
Bugenhagenteppich in der Pommernkapelle in Kiel

Ab 1945 folgte eine Zeit in Hamburg, an ihrer Seite ihre Weggefährtin Webemeisterin Jane Ganzert. Bis zu ihrer Pensionierung im Jahr 1952 leitete sie die Textilklasse an der Hochschule für bildende Künste Hamburg. Die von Else Mögelin geschaffenen Bildwebereien findet man in Kirchen, Museen, anderen öffentlichen Gebäuden und in Privatbesitz. Von 1959 bis 1961 entstand in Zusammenarbeit mit ihrer Meisterschülerin Brigitte Schirren der 3,20 × 5 m große Bugenhagenteppich für die Pommernkapelle in der Nikolai-Kirche in Kiel.
Else Mögelin wurde 1930 mit der Silbermedaille und 1951 mit der Bronzemedaille in Mailand ausgezeichnet. 1967 erhielt sie den Pommerschen Kulturpreis.

## Schriften
- Gregor Rosenbauer und Stettin. In: Baltische Studien. N. F. 53, 1967, S. 93–98 (Digitalisat, über ihren Stettiner Schulleiter Gregor Rosenbauer).